# Walter McCreery
Walter McCreery (Zurich, Suisse, 13 août 1871 - Clermont-Ferrand (Puy-de-Dôme), 8 novembre 1922) est un joueur de polo américain. En 1900, il remporta la médaille d'argent en polo aux Jeux olympiques de Paris, avec l'équipe BLO Polo Club Rugby.
Il est le père du général britannique Richard McCreery.